# Borsky (huyện của tỉnh NizhnyNovgorod)
Huyện Borsky (tiếng Nga: ? райо́н) là một huyện hành chính tự quản (raion), của Tỉnh Nizhny Novgorod, Nga. Huyện có diện tích 3512 kilômét vuông. Trung tâm của huyện đóng ở Bor.